# 3LW (альбом)
3LW — дебютный студийный альбом американской R&B группы 3LW, выпущенный в 2000 году. Альбом достиг 29 места в чарте Billboard 200 и стал платиновым. Включает в себя два сингла: «No More (Baby I’ma Do Right)» и «Playas Gon’ Play».

## Список композиций
| №   | Название                                                     | Продюсер               | Длительность |
| --- | ------------------------------------------------------------ | ---------------------- | ------------ |
| 1.  | «No More (Baby I’ma Do Right)»                               | Шон Холл               | 4:23         |
| 2.  | «Is You Feelin’ Me»                                          | Gregg P                | 4:17         |
| 3.  | «Playas Gon’ Play»                                           | Шон Холл               | 4:03         |
| 4.  | «Gettin Too Heavy»                                           | KNS                    | 4:37         |
| 5.  | «Im Gonna Make You Miss Me»                                  | KNS                    | 4:36         |
| 6.  | «Not This Time»                                              | Крис Конуэй, Joey P    | 3:20         |
| 7.  | «More Than Friends (That’s Right)» (первая записанная песня) | Full Force             | 3:54         |
| 8.  | «Curious»                                                    | Шон Холл               | 4:49         |
| 9.  | «Til I Say So»                                               | Co-Stars               | 3:57         |
| 10. | «Crush On You»                                               | Co-Stars               | 3:59         |
| 11. | «Ocean»                                                      | Эдвин Тони Николас     | 4:44         |
| 12. | «I Can’t Take It No More» (No More Remix, featuring Nas)     | Poke & Tone, Precision | 4:26         |

| №   | Название                  | Длительность |
| --- | ------------------------- | ------------ |
| 12. | «Dear Diary»              | 4:26         |
| 13. | «Never Let Go»            | 3:46         |
| 14. | «I Think You Should Know» |              |

## Положение в чартах
| Год  | Название чарта     | Наивысшая позиция в чарте | Общее количество недель в чарте | Источник |
| ---- | ------------------ | ------------------------- | ------------------------------- | -------- |
| 2001 | Billboard 200      | 29                        | 40                              | [ 2 ]    |
| 2001 | R&B/Hip-Hop Albums | 19                        | 33                              | [ 2 ]    |
| 2001 | UK Albums Chart    | 75                        | 1                               | [ 4 ]    |

## Хронология выхода
| Регион   | Дата           | Ист.                            |
| -------- | -------------- | ------------------------------- |
| Германия | 1 ноября 2000  | [ источник не указан 495 дней ] |
| США      | 14 ноября 2000 | [ источник не указан 495 дней ] |